# 2010 à la télévision
| Années de la télévision : 2007 - 2008 - 2009 - 2010 - 2011 - 2012 - 2013    |
| Décennies de la télévision : 1980 - 1990 - 2000 - 2010 - 2020 - 2030 - 2040 |

 (mai 2025).
Si vous disposez d'ouvrages ou d'articles de référence ou si vous connaissez des sites web de qualité traitant du thème abordé ici, merci de compléter l'article en donnant les références utiles à sa vérifiabilité et en les liant à la section « Notes et références ».
Cet article présente les faits marquants de l'année 2010 à la télévision.

## Événements
- 3 janvier : Diffusion de la dernière saison de Celebrity Big Brother au Royaume-Uni, pendant 27 jours.
- 4 janvier : Le 12:50 d'M6 devient Le 12:45.
- 4 janvier : France Télévisions, auparavant constitué d'une quarantaine de sociétés, devient une entreprise commune.
- 26 janvier : Nickelodeon Junior arrive en France
- 26 janvier : Disparition de la chaîne Discovery Real Time en France
- 26 janvier : Lancement de la nouvelle webtélé, TOU.TV, par Radio-Canada
- 12 au 28 février : retransmission des Jeux olympiques de Vancouver.
- 1er avril : Lancement de Touche pas à mon poste ! sur france 4.
- 26 mai : prime-time de Nouvelle Star visible en 3D.
- 11 juin : Diffusion de la Coupe du monde de football en Afrique du Sud (jusqu'au 11 juillet)
- 5 au 30 juin : Diffusion de la dernière saison de Nos années pension sur France 2. La série a pris fin avec la 4e saison.
- 30 juillet : Annonce du retrait au poste de consultant de Jean-Michel Larqué sur TF1, d'un commun accord. Jean-Michel Larqué aura été consultant sur trois commentateurs : Thierry Roland jusqu'à son départ de TF1 en 2004-2005, Thierry Gilardi jusqu'à son décès et Christian Jeanpierre jusqu'à la fin de la Coupe du Monde 2010.
- 1er septembre : Virgin 17 laisse sa place à Direct Star.
- 8 avril : Création de la nouvelle chaîne de télévision Boing en France.

## Émissions
- 4 janvier : Début de la 2e saison de la nouvelle version du Juste Prix présentée par Vincent Lagaf' sur TF1.
- 14 janvier : Début de la saison 5 de L'amour est dans le pré sur M6 présentée par Karine Le Marchand.
- 29 janvier : Lancement de la saison 3 de La Ferme Célébrités, rebaptisée La Ferme Célébrités en Afrique, présentée par Benjamin Castaldi et Jean-Pierre Foucault sur TF1.
- 5 février : Début de l'émission Link, la vie en face sur TF1 présentée par Sandrine Quétier.
- Février : Début de la 8e saison de L'Île de la tentation sur Virgin 17 présentée par Laurent Fontaine.
- 2 mars  : Début de la 8e saison de Nouvelle Star sur M6 présentée par Virginie Guilhaume.
- 13 mars : Retour du jeu Fa si la chanter, sur France 3, présenté par Cyril Hanouna.
- 25 mars à mai : Ça va s'Cauet sur TF1, présenté par Sébastien Cauet, avec la participation de Christine Bravo et Christophe Beaugrand.
- 26 mars : Début de la 2e édition spéciale de Koh-Lanta présentée par Denis Brogniart sur TF1, Koh-Lanta : Le Choc des héros.
- 13 avril : Début de la 5e saison de Pékin Express sur M6 présenté par Stéphane Rotenberg.
- 16 avril-21 mai : L'amour est aveugle sur TF1.
- 20 mai : Début de l'émission de télé-réalité Dilemme sur W9, produite par Alexia Laroche-Joubert et présentée par Faustine Bollaert.
- 26 juin : Dernière émission et l'arrêt Attention à la marche présenté par Jean-Luc Reichmann.
- 28 juin : Début du jeu Les Douze Coups de midi sur TF1 présenté par Jean-Luc Reichmann.
- 9 juillet : Dernière émission en quotidienne de Qui veut gagner des millions ? sur TF1 présentée par Jean-Pierre Foucault.
- 9 juillet : Lancement de la 4e saison de Secret Story sur TF1 présentée par Benjamin Castaldi.
- 10 juillet : Début de la 21e saison de Fort Boyard sur France 2, présentée par Olivier Minne.
- 19 août : Lancement de Masterchef sur TF1, présentée par Carole Rousseau.
- 6 septembre : Première de l'émission On n'demande qu'à en rire sur France 2, présentée par Laurent Ruquier.
- 17 septembre : Début de la 10e saison de Koh-Lanta sur TF1 présentée par Denis Brogniart.
- 30 octobre : Première émission Le Grand Show des enfants sur TF1, présentée par Liane Foly.

## Séries télévisées
- Diffusion de la saison 2 Mentalist à partir du 6 janvier sur TF1.
- Diffusion de la saison 7 de NCIS : Enquêtes spéciales à partir du 20 août sur M6.
- Diffusion de la saison 1 de NCIS : Los Angeles à partir du 5 février sur M6.
- Diffusion de la saison 2 de Californication sur M6
- Diffusion de la saison 2 de Star Wars: The Clone Wars à partir du 21 février sur M6
- Diffusion de la saison 2 de Sons of Anarchy à partir du 11 novembre sur M6.
- Diffusion de la saison 3 de Californication sur M6
- Diffusion de la 4e et dernière saison de Nos années pension à partir du 24 février sur France 2
- Diffusion du double épisode spécial La Prophétie de Noël de la saison 4 de Doctor Who marquant la fin de l'ère Davies/Tennant sur France 4.
- Diffusion de la saison 9 des Experts, à partir du 28 février sur TF1
- Diffusion de la saison 6 de Desperate Housewives à partir du 1er avril sur Canal+.
- Diffusion de la saison 3 des Bleus premiers pas dans la police à partir du 1er mai sur M6
- Diffusion de la saison 7 de Les Frères Scott à partir du 4 septembre sur TF1.
- Diffusion de la 21e saison des Simpson à partir du 4 septembre sur Canal+.
- Diffusion de la saison 1 de Drop Dead Diva sur Téva.
- Diffusion de la 6e et dernière saison de Lost : Les Disparus sur TF1.
- Diffusion de la saison 1 de Hawaii 5-0 à partir du 23 avril sur M6

## Décès
- 6 janvier : David Gerber, 86 ans, producteur de télévision américain, connu pour son travail sur les séries Batman ou encore Police Story (° 25 juillet 1923).
- 24 janvier : Pernell Roberts, acteur américain (° 18 mai 1928).
- 18 février : Asta Backman, actrice finlandaise (° 4 février 1917).
- 20 janvier : Kalthoum Sarraï, 47 ans, connue sous le pseudonyme de Cathy pour son rôle de Super Nanny sur M6 (° 25 septembre 1962).
- 6 mars : Roger Gicquel, 77 ans, journaliste et ancien présentateur du journal télévisé (° 22 février 1933).
- 14 mars : Peter Graves, acteur et réalisateur américain (° 18 mars 1926).
- 18 mars : Fess Parker, acteur américain (° 16 août 1924).
- 28 mai : 
  - Christian Quidet, journaliste sportif (° 10 décembre 1932).
  - Gary Coleman, acteur américain (° 8 février 1968).
- 16 octobre : Barbara Billingsley, actrice américaine (° 22 décembre 1915).
- 31 octobre : Pierre-Luc Séguillon, journaliste politique (° 13 septembre 1940).
- 15 novembre : Armand Chagot, acteur français (° 10 octobre 1949).